# Németországi magyarok

Magyar állampolgárságú lakosok megoszlása Németországban járások szerint az összes németországi magyar számához lépest (2021)

A németországi magyarok (németül Ungarn in Deutschland, esetleg Deutsch-Ungarn, Deutschmagyaren) alatt azon magyar származású embereket értjük, akik Németország területén élnek, vagy éltek. 2017 végén már több mint 200 000 főre tehetjük a Németország területén élő magyarok számát.

## Bevándorlási hullámok

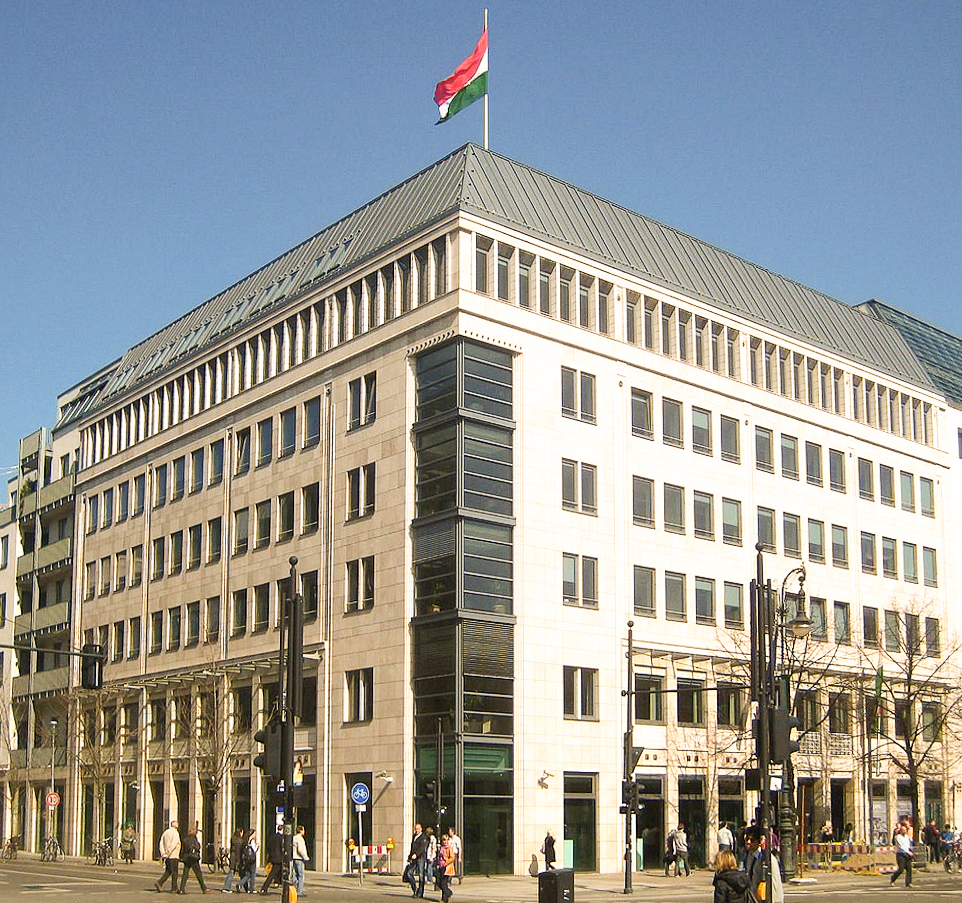
A magyar nagykövetség Berlinben, az Unter den Lindenen

Már a középkor óta éltek magyar származású személyek a mai Németország területén, de tömegessé csak a második világháború után vált a jelenlétük. A legnagyobb hullámot az 1945 után kb. 180 000 személy jelentette, akiket második világháborút követő kitelepítések miatt toloncoltak az Nyugat-Németország (NSZK) vagy a Német Demokratikus Köztársaság (NDK) területére. Ezek zöme sváb származású volt, főleg az NSZK amerikai megszállási övezetébe (Bajorország, Baden-Württemberg) kerültek. Mivel nagy részük otthon is a német nyelvet használta, így zömük 1-2 generáció után teljesen beolvadt a németségbe.
A következő, csekélyebb hullámban az 1956-os forradalmat követő megtorlások elől menekülők jelentették, kb. 25 000 személy. Jelentős hányaduk szintén a délnémet tartományokba áramlott, azonban itt már nagyobb volt a szóródás.
Az 1960-as évek után hozzávetőleg 25 000 magyar származású vendégmunkás telepedett le a Német Szövetségi Köztársaságban az egykori Jugoszlávia területéről. Szintén a külhoni magyarokhoz köthetően, az 1968-as prágai tavasz után kb. 5000 magyar telepedett le Csehszlovákiából. A Ceauşescu-rezsim elől Erdélyből 1975 után kb. 30 000 magyar nemzetiségű állampolgár menekült el, román útlevéllel.
1945–1989 között kb. 15 000 további magyarországi menekült talált új otthon, elsősorban az NSZK-ban. A magyar–NDK munkaerőcsere révén az egykori NDK területén a magyar vendégmunkások és bevándorlók (pl. beházasodás) révén nagyjából 15 000 személy talált új otthonra Kelet-Németországban.
Magyarország Európai Unióhoz való csatlakozása óta ismételten megnőtt a Németországban élő magyarok száma, mivel egyre könnyebbé váltak a letelepedési feltételek. 2011. május 1-től Ausztria, Németország és Svájc megnyitotta munkaerőpiacát a magyar állampolgárok előtt: megszűnt a munkavállalási engedély és semmiféle adminisztrációs kötelezettségnek nem kell immár eleget tenni a munkába állást megelőzően. Sok magyar lakik a Kárpát-medencéhez közelebb fekvő területeken és nagyvárosokban, kiváltképp Bajorországban és a volt NDK déli részén, továbbá Stuttgartban és Berlinben.
Megjegyzés: a 2011-ben bevezetett magyarországi egyszerűsített honosítási eljárás miatt a Romániából, Szerbiából és Ukrajnából magyar útlevéllel Németországba kivándorló személyek is a fenti statisztikába értendők.

## Híres németországi magyarok

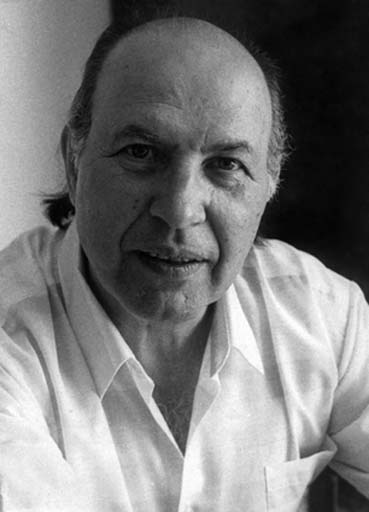
Kertész Imre író

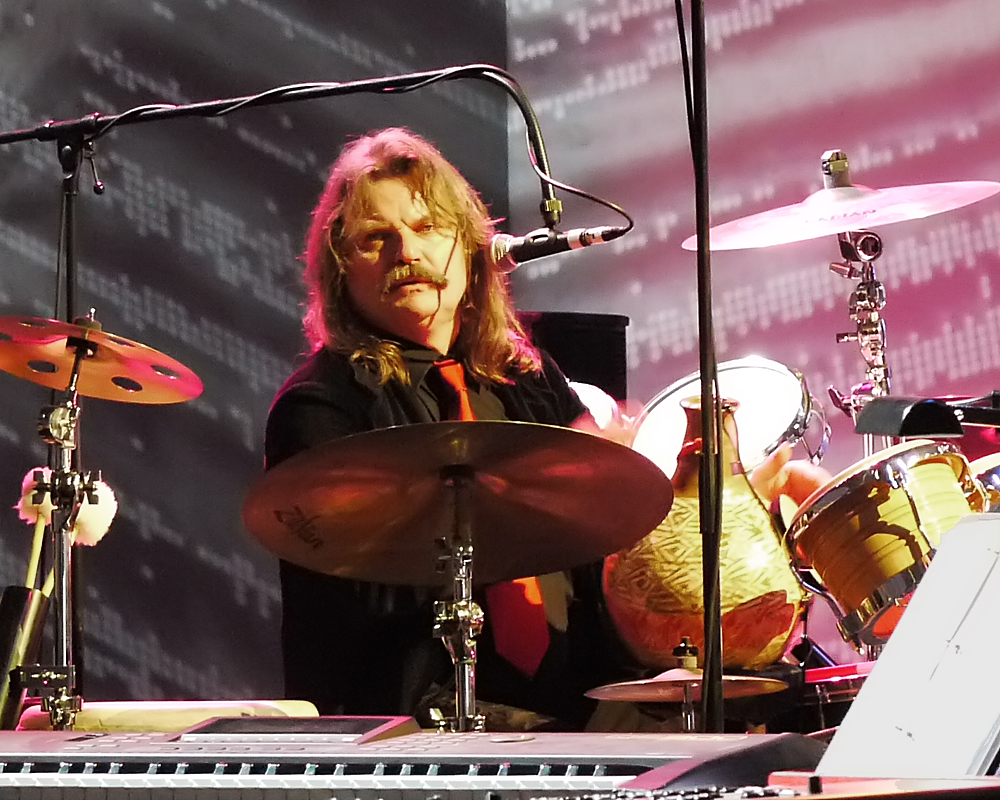
Leslie Mandoki rockzenész

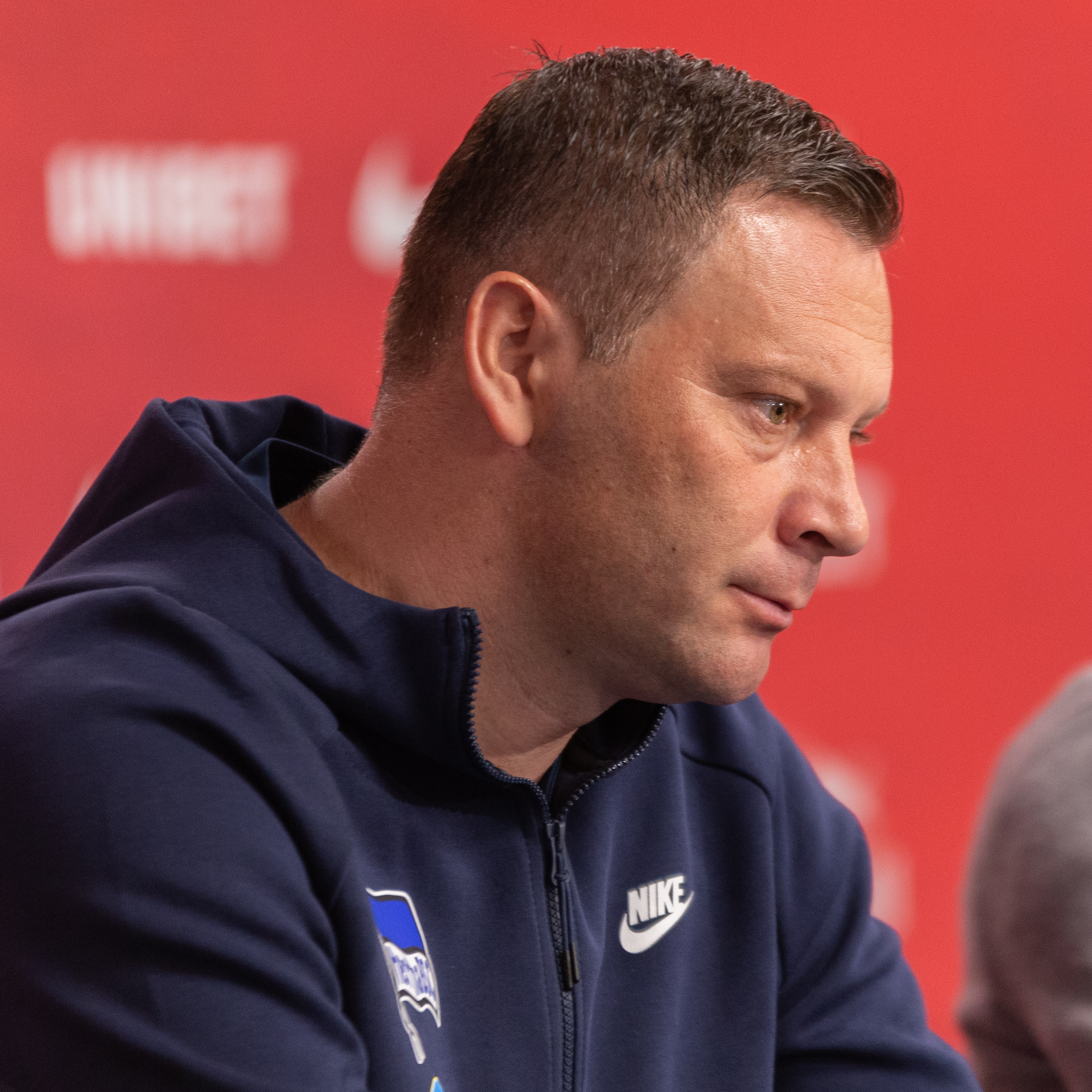
Dárdai Pál labdarúgó, futballedző

- Baksa-Soós János képzőművész, zenész (jelenleg: Berlinben él)
- Benedek Gábor öttusázó, olimpia bajnok (jelenleg St. Augustinban él)
- Barabás Sári operettprimadonna, és énekesnő (jelenleg Münchenben él)
- Bárdy (Kreibich) Margit díszlet- és jelmeztervező
- Bárkány Mária (1862-1928) színésznő
- Geza von Bolvary (Bolváry Géza) filmrendező
- Arzén von Cserépy (Cserépy Arzén) filmrendező
- Dárdai Pál labdarúgó, futballedző
- Albrecht Dürer (Dürer=Ajtós), festő, a modern kori grafika megalapítója (apja magyar)
- Farkas Ferenc, katonatiszt
- Fricsay Ferenc karmester
- Karl Huszar (Huszár Pufi) filmkomikus
- Jenei Irén, szinkronrendező, színésznő - https://vimeo.com/130284185
- Joachim József hegedűművész, a berlini zeneakadémia alapító igazgatója
- Kertész Imre író, irodalmi Nobel-díjas (2002)
- Thomas Köves-Zulauf (Köves-Zulauf Tamás) történész[6]
- Philipp Lenard (Lénárd Fülöp, Pozsony, 1862-1947) fizikus, Nobel-díj (1905)
- Ica von Lenkeffy (Lenkeffy Ica) színművész
- Franz Liszt (Liszt Ferenc) zeneszerző
- Leslie Mandoki (Mándoki László) rockzenész
- Ilona Mattyasovszky némafilmcsillag
- Sacy von Blondel (Megyery Sári) némafilmszínésznő
- Mészáros Zoltán színész
- Ernő Metzner filmrendező
- Munkácsi Márton, fotóművész
- Käthe von Nagy (Nagy Kató, 1904-1973) színművész
- Nikisch Artúr karmester
- Papp Lajos zeneszerző
- Kevin Kurányi, labdarúgó
- Edina Pop (Késmárky Marika), a Dschinghis Khan énekesnője
- Marika Rökk (Rökk Marika) színművész
- George Tabori író és színházi rendező
- Várady Júlia operaénekes
- Joschka Fischer német külügyminiszter (apja kitelepített sváb volt)
- Réthy Béla sportriporter, a ZDF német televíziócsatorna munkatársa.
- Törzs Dénes színész, televíziós bemondó és műsorvezető.

### Lásd még
- Híres magyar származású személyek listája
- A Magyar Tudományos Akadémia Németországban élő tudósai

## Külső hivatkozások

### Magyar kultúra Németországban

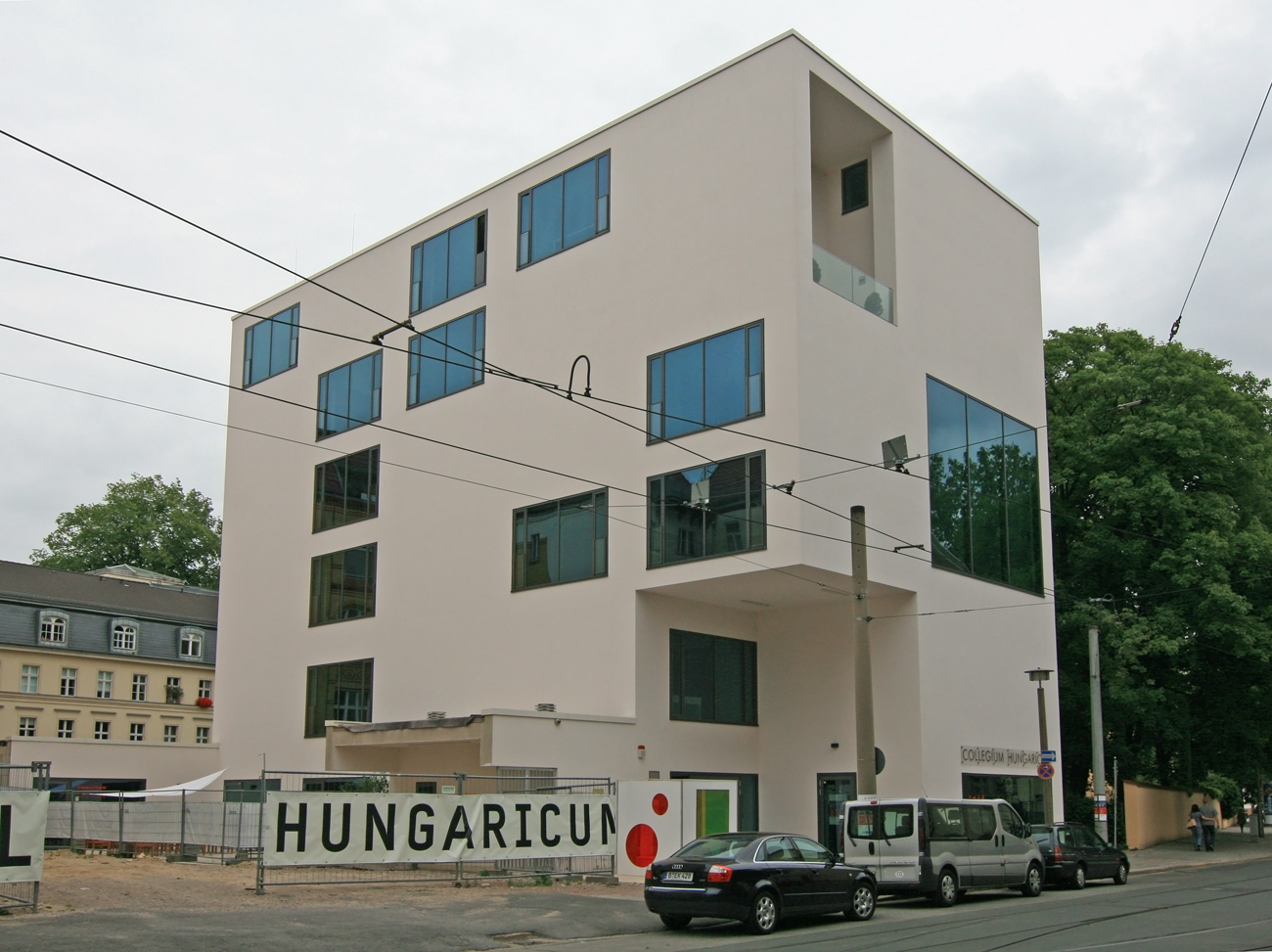
Collegium Hungaricum Berlin

- Magyar Köztársaság Kulturális Intézete, Stuttgart
- Magyar Köztársaság Kulturális Intézete, Berlin[halott link]
- Magyar Kultúregyesület, Nürnberg
- Csodaszarvas Magyar Kulturális Egyesület, Karlsruhe
- Az Erdélyi Világszövetség Stuttgarti Csoportja, Stuttgarti Magyar Kulturális egyesület, szini csoport, tánccsoport
- A Csöbörcsök tánccsoport, Stuttgart

### Online közösségek
- Iranytu.de - Németországi magyar információs portál: németországi munka, lakás, utazás, hasznos információk
- Stuttgarti Magyarok – Stuttgarti Magyarok közösségi oldala
- Németországi Magyarok – Németországi Magyarok oldala: magyar orvosok, magyar könyvelők, magyar ügyvédek, állásajánlatok, fórum
- Irány Németország! – Az irany németország magyar portál
- DeutschMagyaren Archiválva 2020. október 16-i dátummal a Wayback Machine-ben – A németországi Magyarok hírportál
- HunOne - A HunOne alkalmazás egy kapocs, mely összeköti a németországban élő magyarokat a németországban szolgáltató magyarokkal.